# Modelo atómico de Thomson
El modelo atómico de Thomson (modelo «del pudín o pastel de pasas») es un modelo de estructura atómica propuesto en 1904 por Thomson, quien también había descubierto el electrón en 1897,  pocos años antes del descubrimiento del protón y del neutrón. En el modelo, el átomo está compuesto por electrones de carga negativa en un átomo positivo, incrustados en este al igual que las pasas de un budín (o pudín). Por esta comparación, fue que el supuesto se denominó modelo del pudin de pasas. 
Postulaba que los electrones se distribuían uniformemente en el interior del átomo, suspendidos en una nube de carga positiva. El átomo se consideraba como una esfera con carga positiva con electrones repartidos como pequeños gránulos.

## Resumen
Desde hacía muchos años se sabía que los átomos contienen partículas subatómicas cargadas negativamente. Thomson las llamaba «corpúsculos» (partículas), pero se les llamaba más comúnmente «electrones», el nombre que G. J. Stoney había acuñado para la «cantidad unitaria fundamental de electricidad» en 1891. También se sabía desde hace muchos años que los átomos no tienen carga eléctrica neta. Thomson sostenía que los átomos debían contener también alguna carga positiva que cancelara la carga negativa de sus electrones. Thomson publicó su propuesta de modelo en la edición de marzo de 1904 del Philosophical Magazine, la principal revista científica británica de la época.  En opinión de Thomson:
... los átomos de los elementos consisten en un número de corpúsculos electrificados negativamente encerrados en una esfera de electrificación positiva uniforme, ...
J.J. Thomson había seguido el trabajo de William Thomson (Lord Kelvin) que había escrito un artículo proponiendo un átomo de vórtice en 1867. J.J. Thomson abandonó su hipótesis del «átomo nebular» de 1890, que se basaba en la teoría del vórtice del átomo, en la que los átomos estaban compuestos por vórtices inmateriales, y sugirió que había similitudes entre la disposición de los vórtices y la regularidad periódica encontrada entre los elementos químicos.: 44–45  Al ser un científico astuto y práctico, Thomson basó su modelo atómico en las pruebas experimentales conocidas de la época y, de hecho, volvió a seguir el ejemplo de Lord Kelvin, ya que éste había propuesto un átomo de esfera positiva un año antes. Modelos del átomo, La propuesta de J.J. Thomson basada en el modelo de Kelvin de una carga volumétrica positiva refleja la naturaleza de su enfoque científico de los descubrimientos, que consistía en proponer ideas para guiar futuros experimentos.
En este modelo, las órbitas de los electrones eran estables según la mecánica clásica porque cuando un electrón se alejaba del centro de la esfera cargada positivamente, estaba sometido a una mayor fuerza positiva neta hacia dentro, porque había más carga positiva dentro de su órbita (véase la ley de Gauss). Los electrones eran libres de girar en anillos que se estabilizaban aún más por las interacciones entre los electrones, y las mediciones espectroscópicas debían dar cuenta de las diferencias de energía asociadas a los diferentes anillos de electrones. Thomson intentó sin éxito remodelar su modelo para dar cuenta de algunas de las principales líneas espectrales conocidas experimentalmente para varios elementos. Ya en 1897, el físico teórico Joseph Larmor había explicado la división de las líneas espectrales en un campo magnético por la oscilación de los electrones. Según una celebración del centenario del átomo de Bohr en la revista Nature, fue John William Nicholson en 1912 quien descubrió por primera vez que los electrones irradian las líneas espectrales al descender hacia el núcleo y su teoría era tanto nuclear como cuántica.
El modelo del pudín de ciruelas guio de forma útil a su alumno, Ernest Rutherford, para idear experimentos que permitieran explorar más a fondo la composición de los átomos. Además, El modelo de Thomson fue una mejora sobre los modelos anteriores del sistema solar de Joseph Larmor y el modelo de anillo saturniano propuesto en 1904 por Nagaoka (en referencia al modelo de James Clerk Maxwell de los anillos de Saturno) ya que estos no podían soportar la mecánica clásica ya que en los modelos del sistema solar los electrones entrarían en espiral en el núcleo, por lo que fueron abandonados en favor del modelo de Thompson. Sin embargo, todos los modelos atómicos anteriores fueron útiles como predecesores del más correcto modelo de Bohr del átomo de 1913, similar al del sistema solar, al que Bohr hace referencia en su artículo que tomó prestado sustancialmente del modelo nuclear de 1912 de John William Nicholson cuyo modelo atómico cuántico cuantificaba el momento angular como h/2 π. El Modelo de Bohr fue inicialmente planar como el modelo de Nagaoka, pero la antigua teoría cuántica de Sommerfeld introdujo órbitas elípticas en los años 1914-1925 hasta que la teoría fue derrocada por la moderna mecánica cuántica.
El apodo coloquial «plum pudding» se atribuyó pronto al modelo de Thomson, ya que la distribución de los electrones dentro de su región del espacio cargada positivamente recordaba a muchos científicos a las pasas, o ciruelas secas, en el postre inglés común denominado plum pudding.
En 1909, Hans Geiger y Ernest Marsden realizaron experimentos con finas láminas de oro. Su profesor, Ernest Rutherford, esperaba encontrar resultados consistentes con el modelo atómico de Thomson. No fue hasta 1911 cuando Rutherford interpretó correctamente los resultados del experimento que implicaba la presencia de un núcleo muy pequeño de carga positiva en el centro de cada átomo de oro. Esto condujo al desarrollo del modelo de Rutherford del átomo. Inmediatamente después de que Rutherford publicara sus resultados, Antonius Van den Broek hizo la propuesta intuitiva de que el número atómico de un átomo es el número total de unidades de carga presentes en su núcleo. Los experimentos de Henry Moseley de 1913 (véase ley de Moseley) proporcionaron las pruebas necesarias para apoyar la propuesta de Van den Broek. Se encontró que la carga nuclear efectiva era consistente con el número atómico (Moseley encontró sólo una unidad de diferencia de carga). Este trabajo culminó en el mismo año con el modelo de Bohr del átomo, similar al del sistema solar (pero limitado por la cantidad), en el que un núcleo que contiene un número atómico de cargas positivas está rodeado por un número igual de electrones en envolturas orbitales. Al igual que el modelo de Thomson guio los experimentos de Rutherford, el modelo de Bohr guio las investigaciones de Moseley.

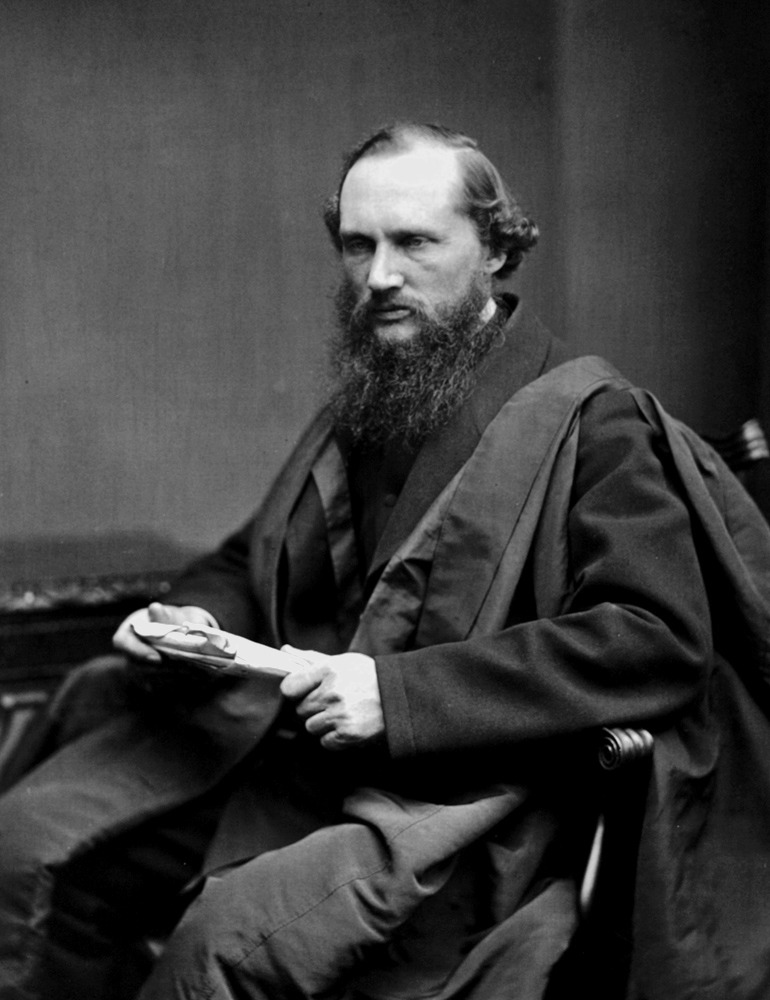
Retrato de William Thomson, que posteriormente recibió el título de Lord Kelvin (1824–1907).

## Éxitos del modelo atómico de Thomson
Este innovador modelo atómico usó la amplia evidencia obtenida gracias al estudio de los rayos catódicos a lo largo de la segunda mitad del siglo XIX. Si bien el modelo atómico de Dalton daba debida cuenta de la formación de los procesos químicos, postulando átomos indivisibles, la evidencia adicional suministrada por los rayos catódicos sugería que esos átomos contenían partículas eléctricas de carga negativa. El modelo de Dalton ignoraba la estructura interna, pero el modelo de Thomson agregaba las virtudes del modelo de Dalton y simultáneamente podía explicar los hechos de los rayos catódicos.

## Insuficiencias del modelo
Si bien el modelo de Thomson explicaba adecuadamente muchos de los hechos observados de la química y los rayos catódicos, hacía predicciones incorrectas sobre la distribución de la carga positiva dentro de los átomos. Las predicciones del modelo de Thomson resultaban incompatibles con los resultados del experimento de Rutherford, que sugería que la carga positiva estaba concentrada en una pequeña región en el centro del átomo, que es lo que más tarde se conoció como núcleo atómico. El modelo atómico de Rutherford, permitió explicar esto último, revelando la existencia de un núcleo atómico cargado positivamente y de elevada densidad.

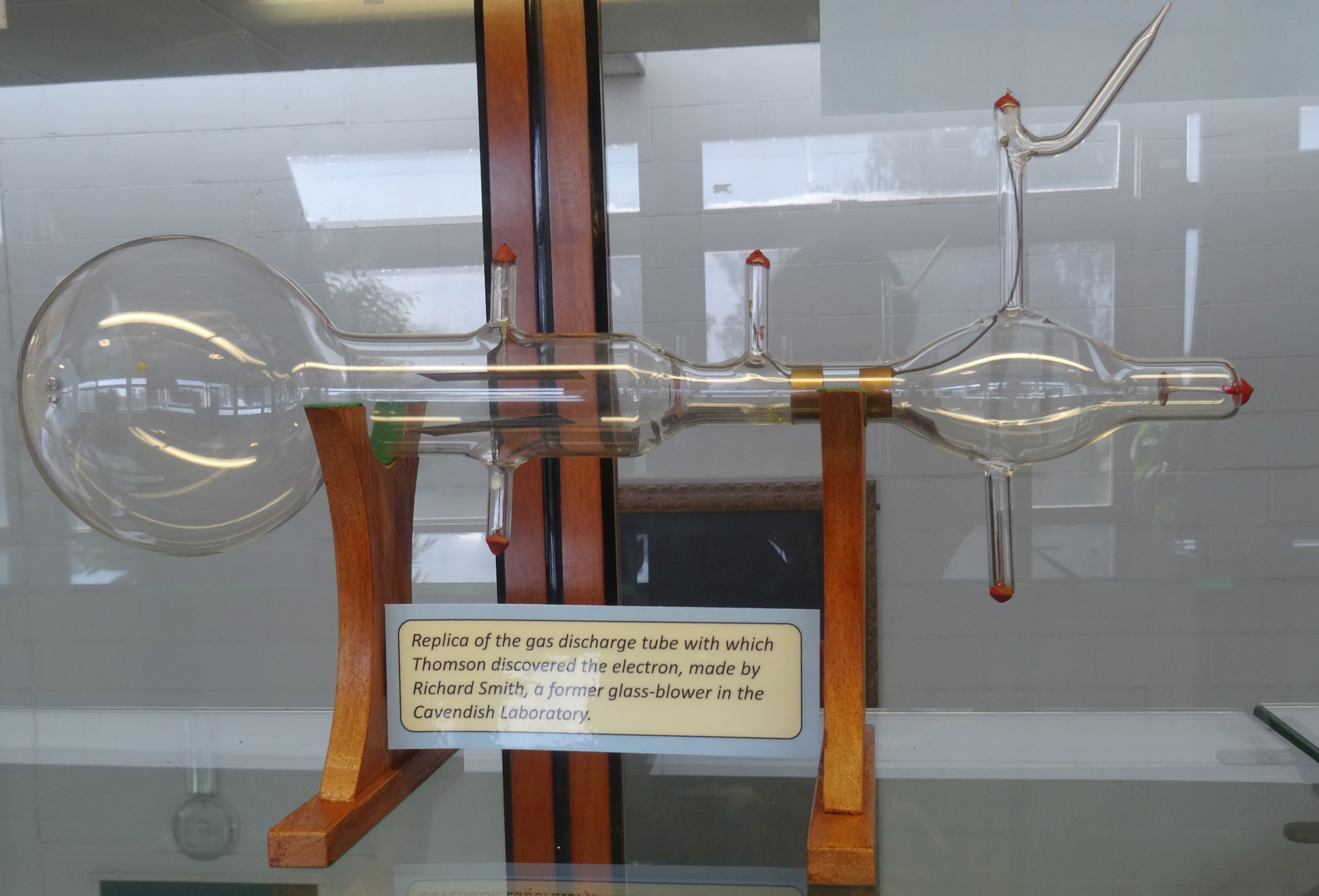
Reproducción del tubo de descarga de rayos catódicos con el que Thomson descubrió el electrón, fabricado por Richard Smith, un soplador de vidrio del Laboratorio Cavendish, Universidad de Cambridge.

Otro hecho que el modelo de Thomson había dejado por explicar era la regularidad de la tabla periódica de Mendeleiev. Los modelos de Bohr, Sommerfeld y Schrödinger finalmente explicarían las regularidades periódicas en las propiedades de los elementos químicos de la tabla, como resultado de una disposición más estructurada de los electrones en el átomo, que ni el modelo de Thomson ni el modelo de Rutherford habían considerado.

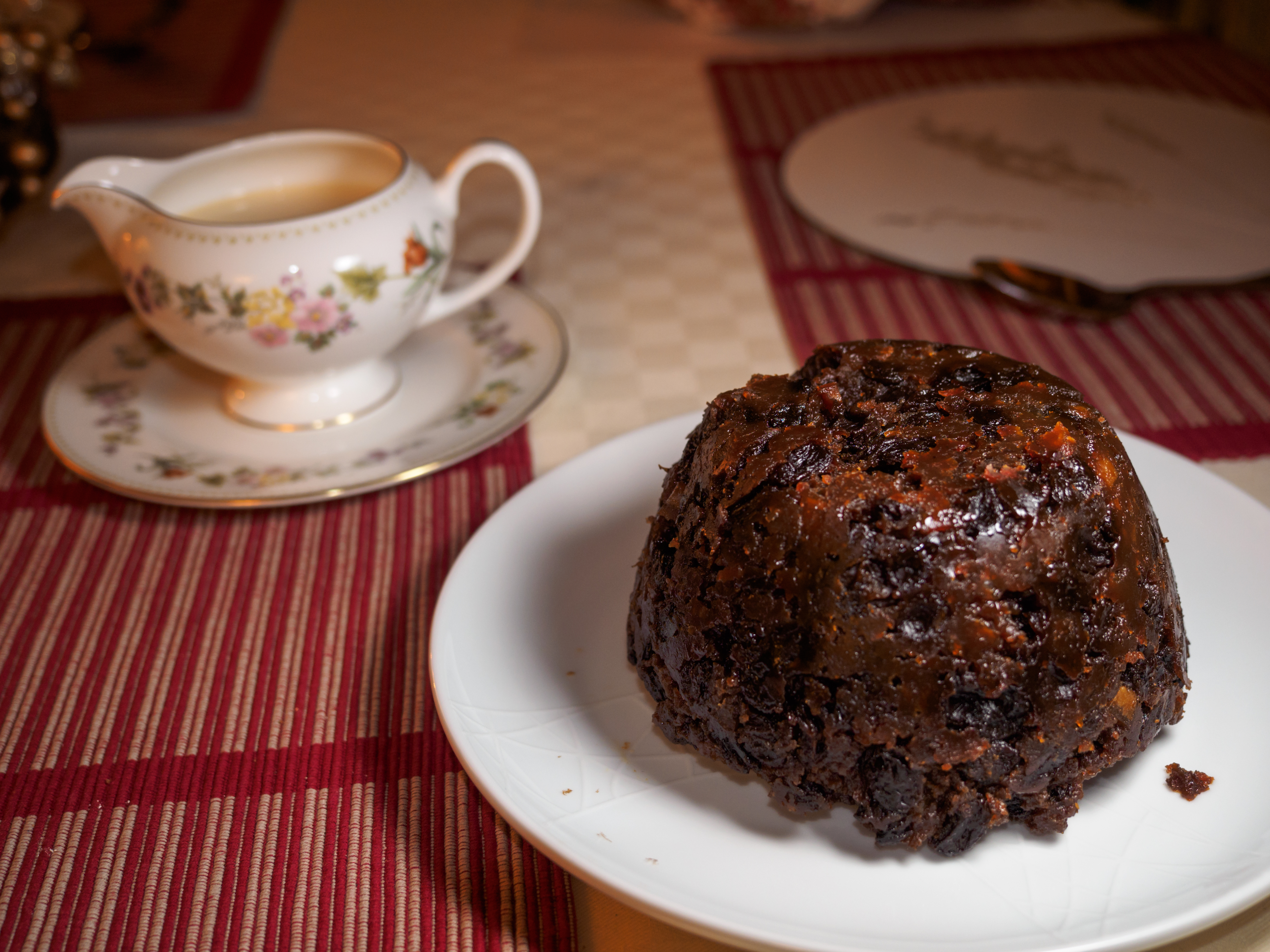
Un típico «Christmas pudding» inglés.

## Problemas científicos relacionados
Como ejemplo importante de modelo científico, el modelo del pudin de ciruelas ha motivado y guiado varios problemas científicos relacionados.

### Tamaño del átomo y constantes científicas
El modelo del pudin de ciruelas con un solo electrón fue utilizado en parte por el físico Arthur Erich Haas en 1910 para estimar el valor numérico de la constante de Planck y el radio de Bohr de los átomos de hidrógeno. El trabajo de Haas fue el primero en estimar estos valores con una precisión de un orden de magnitud y precedió en tres años al trabajo de Niels Bohr.

### Problema matemático de Thomson
Un problema matemático particularmente útil relacionado con el modelo del pudin de ciruelas es la distribución óptima de cargas puntuales iguales en una esfera unitaria, denominado problema de Thomson. El problema de Thomson es una consecuencia natural del modelo del pudin de ciruela en ausencia de su carga de fondo positiva uniforme.